# محمود الحبوبي
السيّد محمود حسين الحبّوبي (1906 - 1 مايو 1969) شاعر عربي عراقي في القرن العشرين الميلادي/الرابع عشر الهجري عُرِف بإتجاهه الوطني. ولد في النجف ونشأ بها على أبيه شقيق محمد سعيد الحبوبي. درس العلوم الأدبية والفقهية على محمد سعيد الحكيم ثم حسين الحلي. عين سكرتيراً لجمعية الرابطة الأدبية ومن أبرز أعضائها ثم مسؤولاً عن أمانتها العامة حتى عام 1948 ، سنة انتقاله إلى بغداد وإقامته فيها حتى وفاته. له رباعيات وديوان شعر وآراء في الشعر والقصة ودموع الشموع وشاعر الحياة وعالم جديد، ملحمة شعرية.

## سيرته
ولد السيّد محمد بن حسين بن محمود بن قاسم بن كاظم الحسني الحبوبي في النجف سنة 1323 هـ/ 1906 م ونشأ بها على أبيه. وحين بلغت السابعة من عمر دخلت إحدى المدارس النظامية ومكث فيه أربع سنيت وتعلم أثناءها القرآن والكتابة والقراءة ومبادئ الدين والحساب وقليلاً من التاريخ، ثم أخرج منها منتظماً في صفوف طلاب العلوم العربية في دراسة غير نظامية. قرأ النحو والصرف وغيرها من العلوم الأدبية والفقه وأصوله على محمد سعيد الحكيم ثم حضر على حسين الحلي. انصرف إلى التخصص في علوم الأدب وقراءة انتاجه الجديد ونظم الشعر ونشر أكثره في الصحف العراقية. صار سكرتيراً لجمعية الرابطة الأدبية ومن أبرز أعضائها ثم مسؤولاً عن أمانتها العامة حتى عام 1948. وفي السنين الأخيرة انتقل إلى بغداد وسكنها من 1948 حتى وفاته في 14 صفر 1389 هـ/ 1 مايو 1969 فيها وانتقل جثمانه إلى مسقط رأسه ودفن فيها في مقبرة عمه محمد سعيد الحبوبي في الصحن الحيدري.

## شعره
قال الحبوبي عن الشعراء الذين تأثرت بهم قديما وحديثا: أبو تمام، البحتري، المتنبي، الشريف الرضي، أبو فراس، مهيار الديلمي، ابن زيدون، ابن الرومي، دعبل الخزاعي، حيدر الحلي، محمد سعيد الحبوبي، جواد الشبيبي، محمد رضا الشبيبي، علي الشرقي، أحمد شوقي،‌إيليا أبو ماضي، محمد مهدي الجواهري، بدوي الجبل. 

## مؤلفاته
له:
- رباعيات الحبوبي
- ديوان شعر
- آراء في الشعر والقصة
- دموع الشموع
- شاعر الحياة
- عالم جديد، ملحمة شعرية.

## وصلات خارجية
- محمود الحبوبي في «أرشيف المجلات»
- على موقع «مؤسسة السبطين العالمية»